# Nyikolaj Nyikolajevics Kruglov
 Nyikolaj Nyikolajevics Kruglov   (oroszul: Никола́й Никола́евич Кругло́в; Nyizsnyij Novgorod, 1981. április 8.) orosz sílövő. A jogász végzettségű sportoló 1985-ben, négyévesen kezdett el foglalkozni a sílövészettel. Első jelentősebb nemzetközi versenye, a 2000-es Európa-bajnokság volt, a Lengyelországban megrendezett viadalon sprintben és az üldözőversenyen diadalmaskodott.
A felnőttek között 2002-ben szerepelt első ízben, a világkupában. A következő évben, 2003-ban már indult a felnőtt világbajnokságon is. 2009-ig öt alkalommal állhatott világbajnoki dobogón, mindannyiszor a váltó vagy a vegyes váltó tagjaként, ebből négyszer aranyérmet akasztottak a nyakába.
Tagja volt a 2006-os orosz olimpiai csapatnak, ahol a váltóval a második helyen ért célba.
Édesapja, Nyikolaj Konsztantyinovics Kruglov az 1976. évi téli olimpiai játékok sílövő olimpiai bajnoka.

## Eredményei

### Olimpia
| Év   | Világbajnokság | Versenyszám | Versenyszám | Versenyszám   | Versenyszám | Versenyszám | Versenyszám |
| Év   | Világbajnokság | Egyéni      | Sprint      | Üldözőverseny | Tömegrajtos | Váltó       |             |
| ---- | -------------- | ----------- | ----------- | ------------- | ----------- | ----------- | ----------- |
| 2006 | Torino         | –           | 21          | 11            | 21          | 2           |             |
| 2010 | Vancouver      | 11          | –           | –             | –           | –           |             |

### Világbajnokság
| Év   | Világbajnokság     | Versenyszám | Versenyszám | Versenyszám   | Versenyszám | Versenyszám | Versenyszám  |
| Év   | Világbajnokság     | Egyéni      | Sprint      | Üldözőverseny | Tömegrajtos | Váltó       | Vegyes váltó |
| ---- | ------------------ | ----------- | ----------- | ------------- | ----------- | ----------- | ------------ |
| 2003 | Hanti-Manszijszk   | 39          | –           | –             | –           | –           | –            |
| 2004 | Oberhof            | –           | 12          | 14            | 17          | 5           | –            |
| 2005 | Hochfilzen         | 35          | 5           | 4             | 4           | 2           | –            |
| 2005 | Hanti-Manszijszk   | –           | –           | –             | –           | –           | 1            |
| 2006 | Pokljuka           | –           | –           | –             | –           | –           | 1            |
| 2007 | Antholz-Anterselva | 5           | 12          | 16            | 12          | 1           | –            |
| 2008 | Östersund          | –           | 26          | 25            | –           | 1           | –            |
| 2009 | Phjongcshang       | –           | 66          | –             | –           | –           | –            |

### Világkupa
| Helyezés | 80 | 42 | 14 | 8 | 20 | 8 | 9 | 31 | 31 |

| 2002/03    | | Oslo Holmenkollen Váltó | |
| 2003/04    | | Pokljuka Üldözőverseny Lake Placid Üldözőverseny | Fort Kent Üldözőverseny                                                                               |
| 2004/05    | Pokljuka Üldözőverseny Hanti-Manszijszk Vegyes váltó (VB)                                              | Beitostolen Sprint Beitostolen Üldözőverseny Cesana San Sicario Váltó Hochfilzen Váltó (VB)                                                                  | Beitostolen Váltó Oberhof Váltó Antholz-Anterselva Egyéni                                             |
| 2005/06    | Pokljuka Vegyes váltó (VB)                                                                             | Östersund Váltó Hochfilzen Váltó Oberhof Váltó Torino Váltó (O)                                                                                              | |
| 2006/07    | Oberhof Váltó Oberhof Üldözőverseny Oberhof Sprint Antholz-Anterselva Váltó (VB)                       | Hochfilzen/Breznóbánya Váltó Ruhpolding Váltó | |
| 2007/08    | Pokljuka Váltó Östersund Váltó (VB)                                                                    | Hochfilzen Váltó Oberhof Váltó Oberhof Tömegrajtos Ruhpolding Váltó Antholz-Anterselva Sprint Antholz-Anterselva Üldözőverseny Oslo Holmenkollen Tömegrajtos | Östersund Vegyes váltó (VB)                                                                           |
| 2008/09    | Hochfilzen Váltó                                                                                       | | |
| 2009/10    | | Hochfilzen Sprint Hochfilzen Váltó | |
| Összesítés | Egyéni: 0 Sprint: 1 Üldözőverseny: 2 Tömegrajtos: 0 Váltó: 5 Vegyes váltó: 2 ------------ Összesen: 10 | Egyéni: 0 Sprint: 3 Üldözőverseny: 4 Tömegrajtos: 2 Váltó: 13 Vegyes váltó: 0 ------------ Összesen: 22                                                      | Egyéni: 1 Sprint: 0 Üldözőverseny: 1 Tömegrajtos: 0 Váltó: 2 Vegyes váltó: 1 ------------ Összesen: 5 |

- O - Olimpia és egyben világkupa forduló is.
- VB - Világbajnokság és egyben világkupa forduló is.